# Infected (The The)
Infected è il secondo album in studio del gruppo musicale inglese The The, pubblicato nel 1986. Registrato con l'aiuto di Neneh Cherry, Anne Dudley e il percussionista degli Swans Roli Mosimann , l'album da una visione critica della Gran Bretagna ed e considerato il capolavoro dei The The ,venendo lodato anche da John Lydon. Notevole anche il contributo di Steve Hogarth alle tastiere.

## Tracce
1. Infected – 4:49
2. Out of the Blue (Into the Fire) – 5:10
3. Heartland – 5:01
4. Angels of Deception – 4:37
5. Sweet Bird of Truth – 5:22
6. Slow Train to Dawn – 4:14
7. Twilight of a Champion – 4:22
8. The Mercy Beat – 7:22